# Chant XVII de l'Enfer
Le Chant XVII de l'Enfer est le dix-septième chant de l'Enfer de la Divine Comédie du poète florentin Dante Alighieri. Il se déroule sur le troisième giron du septième cercle au passage de la ripa discoscesa, où sont punis les violents envers Dieu, la nature et l'art ; nous sommes à l'aube du 9 avril 1300 (samedi saint), ou selon d'autres commentateurs du 26 mars 1300.

## Thèmes et contenus

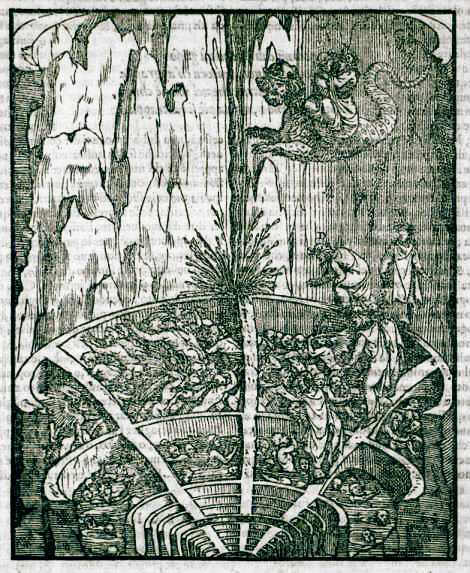
Géryon, illustration de Alessandro Vellutello (1534).

### Géryon: versets 1-27
Le Chant commence avec Virgile présentant la bête qu'il a évoquée à la fin du Chant précédent :
« Ecco la fiera con la coda aguzza,

che passa i monti e rompe i muri e l'armi!

Ecco colei che tutto 'l mondo appuzza! »
— Dante, versets 1-3

« Voici la bête à la queue acérée,

Qui passe les montagnes et brise les murs et les armes !

Voici celle qui empuantit le monde entier ! »
— versets 1-3
C'est-à-dire que voici Géryon (symbole de la fraude, il est  explicitement dit au verset 7, où il est appelé l'« image immonde de la fraude ») qui parcourt le monde, traverse les montagnes et vainc les murs de défense et les armes des hommes avec sa queue acérée.
L'apparence de ce monstre, bien différent du Géryon de la tradition classique, est expliquée dans les triplets suivants :
- « Son visage était celui d'un homme juste, / tant sa peau était bénigne de l'extérieur  » ; ce qui signifie que la fraude se manifeste par des traits normaux et inoffensifs.
- Son corps est en forme de serpent ;
- Il possède deux pattes léonines (branchies) recouvertes de poils jusqu'aux aisselles ;
- Son dos, sa poitrine et ses flancs sont caractérisés par des écailles colorées qui créent des roues et des nœuds tels qu'on n'en a jamais vu sur les tissus orientaux et qu'Arachné n'a jamais pu tisser ; ces couleurs flamboyantes symbolisent l'attraction que la fraude exerce sur le fraudeur.
- Il a une queue de scorpion, qui fend l'air d'une manière menaçante avec sa pointe empoisonnée ; un symbole évident de la trahison qui se cache derrière.

De plus, cette bête reste proche des poètes, à moitié sur la rive et à moitié dans la rivière, comme le burchielli des mangeurs allemands (lurchi) ou comme le castor (bivero) lorsqu'il se tapit avant de chasser le poisson. Dans l'animalisme médiéval, on attribuait également aux castors la qualité de leurrer les poissons en sécrétant des substances huileuses qui les attiraient puis les attrapaient soudainement, de sorte que leur mention est probablement aussi liée au concept de fraude lui-même.
Dante est particulièrement impressionné par cette queue dangereuse, et la mentionne cinq fois dans le Chant : aux versets 1, 9, 25-27, 84 et 103-104.

### Les Usuriers: versets 28-78

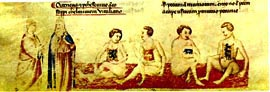
Les Usuriers, Anonyme Pisan (1345)

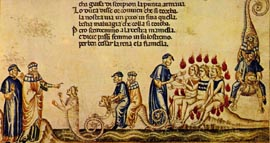
Géryon et les Usuriers, miniature du Napolitain Anonyme au British Museum (XIVe siècle).

Virgile veut parler avec la bête et après qu'ils soient descendus de la digue, en prenant soin d'éviter le sabbione rougeoyant, il invite Dante à parler avec le groupe de damnés assis près du bord du cercle Acciò che tutta piena / esperïenza d'esto giron porti. Ils font dix pas (symbolique des dix Malebolge ?) et les deux se séparent, avec la recommandation que ce soit pour une courte durée.
Dante se dirige ensuite vers la troisième catégorie de damnés dans le cercle des violents contre Dieu et contre nature. Il a déjà rencontré un blasphémateur (Capanée), plusieurs sodomites (Brunetto Latini et les trois Florentins), mais toujours pas d'usuriers, c'est-à-dire aucun de ces violents contre la nature et l'art, qui, comme l'explique le Chant XI, ne tirent leur gain ni de la sueur ni de l'esprit, mais de l'argent lui-même. Ils sont à mi-chemin entre le châtiment des violents contre Dieu (couchés sur le sol, sous la pluie de feu), le pire, et celui des sodomites (courant avec agitation sous la pluie de flammes), le plus doux. En effet, ils doivent s'asseoir et, avec leurs mains, s'éventer et tenter sans cesse d'éteindre les flammes qui viennent de tomber. Dans cette activité, Dante les compare aux chiens qui se grattent avec leurs pattes pour éloigner les morsures « soit de puces, soit de mouches, soit de taons », un sentiment répugnant souligné par la comparaison avec les animaux. De plus, Dante note qu'ils portent chacun un sac autour du cou avec des motifs, ce qui fait probablement allusion aux sacs que les prêteurs et les changeurs de monnaie portaient autour du cou lors de leurs transactions commerciales et qui les distinguaient avec leurs livres de comptes. Sur ces sacs sont imprimés les blasons familiaux, que Dante utilise pour désigner les familles d'usuriers, plutôt que les pécheurs individuels. Il n'indique pas leurs noms, mais les armoiries de l'époque devaient une référence claire.
Si l'on poursuit la série des figures bestiales, ce n'est pas un hasard si tous les blasons mentionnés par Dante comportent l'empreinte d'un animal. Le premier damné qu'il voit a un lion bleu sur un champ jaune : c'est un des Gianfigliazzi (it) de Florence. Le second a une oie blanche sur un champ rouge (comme le sang) : encore une famille florentine, les Obriachi (it). Le troisième a une truie bleue sur un champ blanc : il s'agit des  Scrovegni de Padoue et ce damné, probablement l'usurier notoire Rinaldo degli Scrovegni, commence à fulminer contre Dante, qui écoute sans prononcer un mot.
Il exige que nous gagnions notre vie en enfer ; puis, sur ce ton infâme que l'on retrouvera de plus en plus souvent dans l'enfer inférieur, il ne manque pas l'occasion de dire aussi à certains futurs invités du cercle : Vitaliano del Dente (it) (de Vicence) s'assied à côté de lui, tandis que tous ces Florentins qu'il a autour de lui (il est après tout de Padoue) ne font que gronder à ses oreilles dans l'attente de ce «  cavalier souverain  » qui a sur son blason trois chèvres, trois becs, un usurier pas encore mort, le cavalier Giovanni di Buiamonte de' Becchi (it). Il termine son discours en montrant sa langue come 'l bue che' l lecchi l'naso (comme un bœuf qui se lèche le nez) en signe de mépris envers Dante.

### Descente au huitième Cercle: versets 79-136

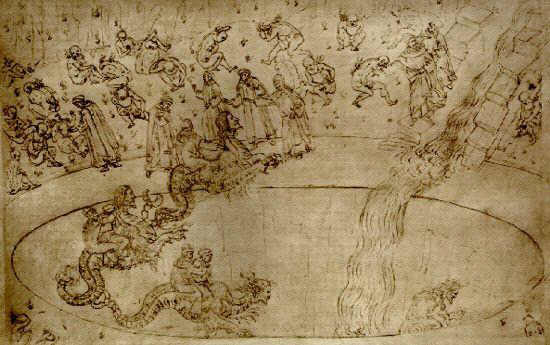
Le ' illustré par Botticelli (Dessins pour la Divine Comédie)

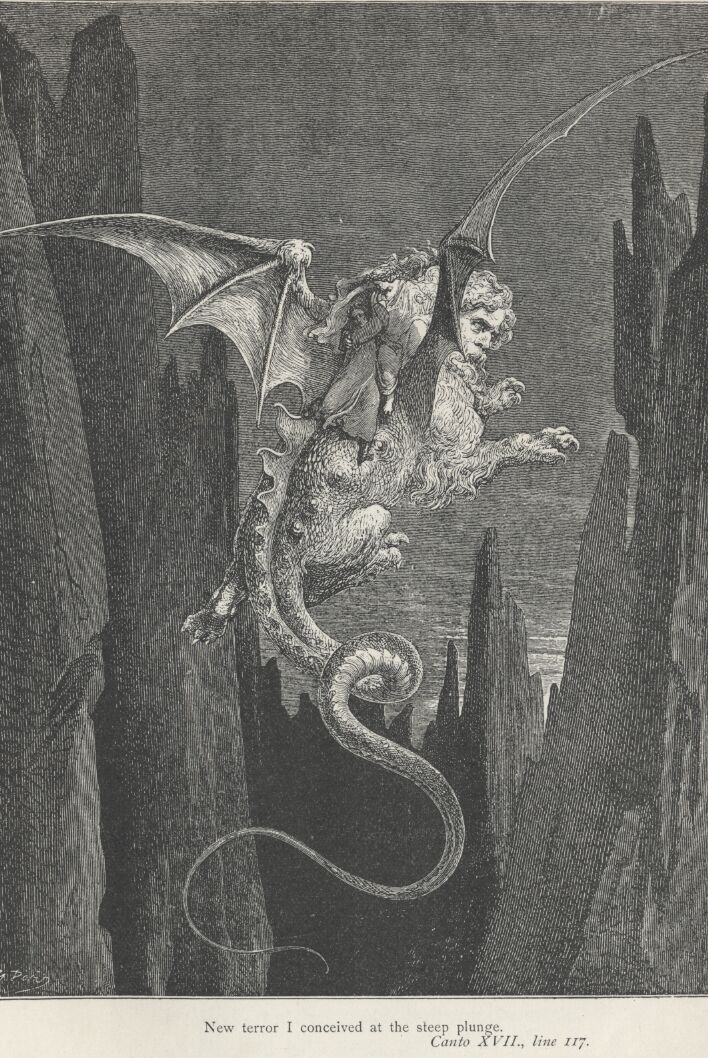
Le Vol, illustration de Gustave Doré.

Virgile a déjà grimpé sur la bête et incite Dante à faire de même. Il suggère cependant que Virgile reste en arrière pour s'interposer par rapport à la dangereuse queue empoisonnée. Dante, à cette seule pensée, frissonne comme celui qui a les frissons de la fièvre quartanique et tremble à la seule vue de l'ombre (le rezzo), mais honteux de sa peur devant le maître, il grimpe comme demandé. Assis « sur ces épaules ». Virgile intime : « Géryon, pars ! Et fais de grands virages en descendant petit à petit, en pensant à ce nouveau paquet que tu portes ». (paraphrase versets 97-99).
Le monstre, avant de partir, se retire, comme le navire qui quitte le port, puis commence son vol.
Alors que Dante s'approche du fond, ses sens reviennent : il entend le bruit de la cascade, puis il a aussi le courage de sortir la tête pour voir les feux des cercles en dessous, et en entendant les nouveaux cris, il a un tremblement qui le fait s'accrocher fermement à la bête. Il voit à nouveau les cercles inférieurs (les furoncles...). Comme ce faucon qui, après avoir parcouru un long chemin sans trouver de proie, est rappelé par le fauconnier, et qui, fatigué, descend rapidement en faisant cent tours pour se poser dédaigneusement loin de son maître, ainsi Géryon se pose au fond du précipice (« le rocher chancelant ») et après avoir déchargé les deux passagers, il disparaît comme une flèche propulsée par la corde de l'arc.